# 山姆·佩吉
山姆·佩吉（英語：Samuel Page；1976年11月5日—）是一位美國演員，他出生在威斯康辛州，曾經就讀於普林斯頓大學。

## 外部連結
- 山姆·佩吉在互联网电影资料库（IMDb）上的資料（英文）